# Август Геккер
Август Оскар Ернст Геккер (нім. August Oskar Ernst Hecker; 1864—1938) — німецький геофізик і сейсмолог, член-кореспондент Російської академії наук (1923).

## Біографія
Народився 21 травня 1864 року у місті Берсенбрюк у родині чиновника.
Освіту здобував у 1887—1891 роках в університетах Бонна, Берліна та Мюнхена. У Мюнхенському університеті під керівництвом астронома Гуго Зелігера у 1891 році захистив дисертацію про рух зірок і планет Сонячної системи «Uber die Darstellung der Eigenbewegungen der Fixsterne und die Bewegung des Sonnensystems», отримавши ступінь доктора філософії.
З 1891 по 1910 роки працював науковим спостерігачем у Королівському геодезичному інституті в Потсдамі, де в 1895 став асистентом, а в 1907 головним спостерігачем в астрофізичній обсерваторії інституту. 1896 року Геккер опублікував свою першу наукову статтю «Das Horizontalpendel» про найпростіший сейсмограф — горизонтальний маятник. У 1899 році він повідомив про результати спостережень, проведених за допомогою цього приладу — «Untersuchung von Horizontalpendelapparaten».
У 1901—1910 роках під керівництвом Оскара Геккера в Потсдамській обсерваторії велися безперервні сейсмометричні спостереження, результати яких були опрацьовані та опубліковані вченим у працях Геодезичного інституту. З 1902 по 1909 роки спільно з О. Мейсснер Геккер проводив спостереження над деформаціями земної кори під впливом місячного і сонячного тяжіння за допомогою того ж горизонтального маятника. Результати були опубліковані у двох випусках праць Геодезичного інституту: «Beobachtungen an Horizontalpendeln ṻ die Deformation des Erdkorpers unter dem Einfluss von Sonne und Mond» (1907 і 1909). Дослідження німецького вченого пробудили інтерес до спостережень над Сонцем та Місяцем у різних країнах світу та призвели до створення нових наглядових станцій у Європі, Північній Америці та Радянській Росії.
1910 року Геккер став керівником Центральної сейсмічної станції у Страсбурзі. Після закінчення Першої світової війни Страсбург відійшов Франції, і в 1918 році німецьким ученим довелося організовувати Центральну сейсмічну станцію для дослідження землетрусів в Єні, базою для якої стала Сейсмологічна станція, що існувала в університеті Єни з 1899 року (у 1902 році вона увійшла до складу). У 1919 році Оскар Геккер став директором Єнської сейсмічної станції і в 1923 році очолив створений на її базі Центр для вивчення коливань земної кори. Вчений-сейсмолог склав зведення сейсмічних станцій Німеччини та Австрії станом на листопад 1921 року — «Die Erdbebenwarten Deutschlands та Deutsch-Österreichs nach dem Stande vom November 1921».
Поряд із науковою роботою, з 1911 року Геккер був співредактором видання «Gerlands Beitrкấgen zur Geophysik». Разом з Емілем Віхертом у 1922 році він ініціював створення Німецького сейсмологічного товариства, яке з 1924 року стало називатися Німецьким геофізичним товариством. У 1925—1926 роках Геккер був головою цього товариства. З 1910 року вчений був членом Німецької академії дослідників природи Леопольдіна, в 1919 році обраний членом-кореспондентом Королівського природничого товариства Геттінгена. У 1923 році ряд радянських вчених запропонували кандидатуру Оскара Геккера на обрання членом-кореспондентом молодої Російської академії наук, і 28 листопада 1923 німецький вчений був обраний членом-кореспондентом Російської академії наук з розряду фізичних наук (геофізика) Відділення фізико-.
Центром дослідження вагань земної кори в Єні він керував до виходу на пенсію в 1932 році. Після цього мешкав у Мюнхені у сина, де помер 19 вересня 1938 року.